# Лукас Вінтра
Лукас Вінтра (грец. Λουκάς Βύντρα, 2 травня 1981, Мєсто Альбрехтіце, Чехія) — грецький футболіст, захисник кіпрського клубу «Омонія» та національної футбольної збірної Греції.

## Спортивна кар'єра
Лукас Вінтра має чеське коріння: батько його — чех, але мати — грекиня. Лукас Вінтра почав футбольну кар'єру у складі позалігового грецького клубу «Альмопос Арідея» 1998 року. 1999 року перейшов до професійного клубу «Паніліакос» міста Піргос, Пелопоннес, за який провів 63 матчі, забивши 3 м'ячі. Проте 2000 року футболіст до кінця сезону перейшов у клуб «Понтії Веріас» міста Верія, Іматія. На початку нового сезону 2001—2002 «Паніліакос» повернув гравця, у складі клубу Вірта залишався в основі 3 роки до трансферу в столичний «Панатінаїкос», справжній гранд Грецької Суперліги, в 2004 році. 2007 року футболістом зацікавились скаути берлінської «Герти», проте «Панатінаїкос» не забажав його відпускати, хоча свої перші два голи в Альфа Етінікі Вінтрас забив тільки 8 лютого 2009 року у матчі проти салонікського ПАОКа.
За національну футбольну збірну Греції до 21 року Лукас Вінтра виступав з 1997 року, зігравши 20 матчів і забивши 3 м'ячі. 2004 року брав участь в Олімпійських іграх в Афінах, де відзначився автоголом в матчі з Кореєю. Вперше в національну збірну Греції викликаний тренером Отто Рехагелем в 2005 році. Вінтра брав участь в одному відбірковому матчі до Чемпіонату світу 2006 року, а також провів кілька ігор у серії Континентального кубку влітку 2005 року. У відбірковому турі до Чемпіонату Європи 2008 викликався лише на два матчі, але увійшов до заявки на поїздку в Австрію і Швейцарію, де зіграв повноцінний матч зі збірною Іспанії. У відбірковому раунді Чемпіонату світу-2010 провів чотири матчі. Учасник Чемпіонату світу 2010 року в ПАР.

## Титули і досягнення
- Чемпіон Греції (2):

«Панатінаїкос»: 2004, 2010
- Володар Кубка Греції (2):

«Панатінаїкос»: 2004, 2010